# Marathon van Tokio 2008
De marathon van Tokio 2008 vond plaats op zondag 17 februari 2008. Dit was de tweede editie van de Tokyo Marathon. De wedstrijd werd gewonnen door de Zwitser Viktor Röthlin in een persoonlijke recordtijd van 2:07.23. Bij de vrouwen streek Claudia Dreher met de hoogste eer en finishte in 2:35.35.
Dit jaar deed het evenement tevens dienst als Japans kampioenschap op de marathon. De nationale titels werden gewonnen door respectievelijk Arata Fujiwara en Risa Mizutani, die beide als tweede finishten.

## Uitslagen

### Mannen

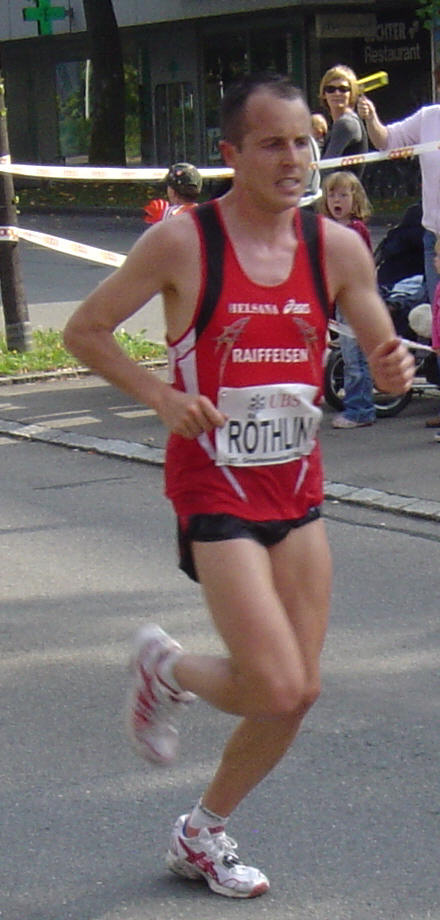
Viktor Röthlin, de winnaar van deze editie, tijdens de Greifenseelauf 2006

| rang   | naam                | land | tijd    |
| ------ | ------------------- | ---- | ------- |
| Goud   | Viktor Röthlin      | SUI  | 2:07.23 |
| Zilver | Arata Fujiwara      | JPN  | 2:08.40 |
| Brons  | Julius Gitahi       | KEN  | 2:08.57 |
| 4      | Toshinari Suwa      | JPN  | 2:09.16 |
| 5      | Satoshi Irifune     | JPN  | 2:09.40 |
| 6      | Kurao Umeki         | JPN  | 2:11.00 |
| 7      | Seiji Kobayashi     | JPN  | 2:11.02 |
| 8      | Kazutoshi Takatsuka | JPN  | 2:11.05 |
| 9      | Hiroyuki Horibata   | JPN  | 2:11.47 |
| 10     | Takashi Ota         | JPN  | 2:12.10 |

### Vrouwen
| rang   | naam              | land | tijd    |
| ------ | ----------------- | ---- | ------- |
| Goud   | Claudia Dreher    | GER  | 2:35.35 |
| Zilver | Risa Mizutani     | JPN  | 2:48.59 |
| Brons  | Yoshimi Kasezawa  | JPN  | 2:51.18 |
| 4      | Mineko Yamanouchi | JPN  | 2:52.02 |
| 5      | Miyo Tanabe       | JPN  | 2:52.07 |
| 6      | Yuko Ishida       | JPN  | 2:53.02 |
| 7      | Yasuko Tsukamoto  | JPN  | 2:53.53 |
| 8      | Wan-Ling Wu       | TPE  | 2:54.11 |
| 9      | Keiko Hiyama      | JPN  | 2:54.20 |
| 10     | Hikaru Tanaka     | JPN  | 2:54.45 |

Tokyo International Marathon (alleen mannen)

1981 · 1982 · 1983 · 1984 · 1985 · 1986 · 1987 · 1988 · 1989 · 1990 · 1991 · 1992 · 1993 · 1994 · 1995 · 1996 · 1997 · 1998 · 1999 · 2000 · 2001 · 2002 · 2003 · 2004 · 2005 · 2006

Tokyo International Women's Marathon (alleen vrouwen)

1979 · 1980 · 1981 · 1982 · 1983 · 1984 · 1985 · 1986 · 1987 · 1988 · 1989 · 1990 · 1991 · 1992 · 1993 · 1994 · 1995 · 1996 · 1997 · 1998 · 1999 · 2000 · 2001 · 2002 · 2003 · 2004 · 2005 · 2006 · 2007 · 2008

Tokyo Marathon (beide)

2007 · 2008 · 2009 · 2010 · 2011 · 2012 · 2013 · 2014 · 2015 · 2016 · 2017 · 2018 · 2019 · 2020 · 2021 · 2022 · 2023 · 2024